# Kievs konservatorium
Kievs konservatorium, även Ukrainas nationella musikakademi Pjotr Tjajkovskij (ukrainska: Національна музична академія України імені Петра Чайковського) är en musikhögskola i Kiev i Ukraina. Det är Ukrainas största i sitt slag och har fem  fakulteter och mer än 1 100 elever.
Akademin grundades 3 november 1913. Initiativet kom från kompositören Pjotr Tjajkovskij som i ett brev till ryska tsaren 1891 påtalade att Kiev saknade en institution för högre musikutbildning. Institutet byggdes upp av Sergej Rachmaninov och Aleksandr Glazunov på ryska musikakademins campus i Kiev och dess första rektorer var Vladimir Pukhalsky och Reinhold Glière. År 1925 delades musikakademin i två delar, en skola för de yngre eleverna och en kombinerad teater- och musikutbildning för de äldre eleverna som drevs tillsammans med Mykola Lysenkos privata teaterskola. 
Konservatoriet återuppstod 1934 när Kiev åter blev Ukrainas huvudstad och samarbetet med Lysenkos teaterskola upphörde. 1938 tilldelades det Leninorden och två år senare uppkallades högskolan efter Tjajkovskij. År 1995 utsågs den till nationell musikakademi av Ukrainas president och fick sitt nuvarande namn.
Musikhögskolan håller till i i en byggnad som tidigare var Hotel Continental. Den förstördes under andra världskriget men byggdes upp igen 1955 och kompletterades med en konsertsal, ritad av arkitekterna L. Katok och Ya. Krasny.